# Isa Zehi
Isa Zehi, eller Isa Zahi, (persiska: عیسی زهی), även Rustay-e Isa Zehi (روستای عیسی زهی), är en by i provinsen Sistan och Baluchistan i östra Iran. Folkmängden uppgår till cirka 340 invånare.